# Morteza Pouraliganji
Morteza Pouraliganji (persisch مرتضی پورعلی‌گنجی; * 19. April 1992 in Bābol) ist ein iranischer Fußballspieler.

## Karriere

### Klub
In seiner Jugend spielte er erst bis zur U17 beim PAS Teheran FC, nach dem Ende des Klubs ging es für ihn beim Klub Ehsan Rey weiter und von dort wechselte er zur Saison 2010/11 in die erste Mannschaft von Naft Teheran. Nach fast fünf Jahren wechselte er im Februar 2015 in die Volksrepublik China zu Tianjin Jinmen Tiger. Hier verblieb er nur bis Anfang 2016, wonach er zum al-Sadd SC nach Katar wechselte. Von hier wechselte er durch eine Kooperation im August 2018 weiter zum KAS Eupen nach Belgien. Bereits im folgenden Januar ging es für ihn aber schon wieder nach Katar zurück, diesmal zum al-Arabi SC. Seit September 2020 steht er wieder in der Volksrepublik China unter Vertrag, diesmal beim FC Shenzhen. Sein Vertrag dort wurde im April 2022 aufgelöst.

### Nationalmannschaft
Sein erster bekannter Einsatz für die iranische Fußballnationalmannschaft war ein 1:0-Freundschaftsspielsieg gegen den Irak am 4. Januar 2015. Anschließend erreichte er mit seiner Mannschaft bei der Asienmeisterschaft 2015 das Viertelfinale und spielte hier auch in jeder Partie. Im Herbst 2015 ging es dann weiter mit Spielen der Qualifikation für die Weltmeisterschaft 2018. Nach der erfolgreichen Qualifikation war er auch Teil des Kaders der Mannschaft bei der Endrunde und wurde auch in allen drei Gruppenspielen eingesetzt.
Sein nächstes Turnier war anschließend die Asienmeisterschaft 2019, wo er in allen Gruppenspielen sowie der kompletten K.-o.-Phase zum Einsatz kam. Insgesamt erreichte er mit seinem Team hier das Halbfinale, wo man dann jedoch mit 0:3 Japan unterlag. Zuletzt kam er vermehrt bei der Qualifikation für die Weltmeisterschaft 2022 zum Einsatz. Der letzte dieser Einsätze ist auf den 11. Juni 2021 zurückzudatieren.